# Manon Carpenter
Manon Carpenter, née le 11 mars 1993, est une coureuse cycliste britannique, spécialiste de VTT de descente. Elle est championne du monde 2014 de cette discipline et a remporté la Coupe du monde 2014.

## Biographie
Manon  Carpenter est originaire de Caerphilly, dans la Galles du Sud. Elle est inspirée par son père, Jason, constructeur de pistes de BMX, qui a également dirigé une série de courses de descente dans la Galles du Sud. Carpenter a fréquenté la St. Martin's Comprehensive School, à Caerphilly, et profite d'une année sabbatique pour se concentrer sur son sport avant d'étudier un diplôme en sciences et en espagnol à Manchester.
En 2011, elle remporte le championnat du monde de descente juniors et la Coupe du monde de descente juniors. En 2013, elle termine troisième de la Coupe du monde de descente élites. En 2014, elle décroche à 21 ans le titre mondial à Hafjell et s'adjuge le classement général de la Coupe du monde de descente. Elle est nommée cycliste de l'année aux USN Welsh Cycling Awards.
En août 2017, elle annonce sa retraite de la course de descente avec effet immédiat, en raison d'un manque de confiance dans une discipline où il faut prendre des risques pour réaliser des résultats.

## Palmarès

### Championnats du monde
- 2011 Champéry
  -  Championne du monde de descente juniors
- 2012 Leogang
  -  Médaillée de bronze de la descente
- 2014 Lillehammer-Hafjell
  -  Championne du monde de descente
- 2015 Vallnord
  -  Médaillée d'argent de la descente

### Coupe du monde
Coupe du monde de descente juniors: 1
- 2011 : 1re du classement général

Coupe du monde de descente élites : 1
- 2012 : 9e du classement général
- 2013 : 3e du classement général
- 2014 : 1re du classement général, vainqueur de 3 manches
- 2015 : 2e du classement général
- 2016 : 2e du classement général
- 2017 : 6e du classement général

### Championnats de Grande-Bretagne
- 2012
  - 2e du championnat de Grande-Bretagne de descente
- 2013
  - 2e du championnat de Grande-Bretagne de descente
- 2014
  - 2e du championnat de Grande-Bretagne de descente
- 2015
  - 2e du championnat de Grande-Bretagne de descente
- 2016
  - 3e du championnat de Grande-Bretagne de descente
- 2017
  - 3e du championnat de Grande-Bretagne de descente